# Вирес, Курт
Курт О́скар Ви́ртанен-Ви́рес (фин. Kurt Oskar Virtanen-Wires; 28 апреля 1919, Хельсинки — 22 февраля 1992, Эспоо) — финский гребец-байдарочник, выступал за сборную Финляндии в конце 1940-х — начале 1950-х годов. Дважды чемпион летних Олимпийских игр в Хельсинки, серебряный призёр Олимпийских игр в Лондоне, многократный победитель и призёр регат национального значения.

## Биография
Курт Вирес родился 28 апреля 1919 года в Хельсинки.
Первого серьёзного успеха на взрослом международном уровне добился в сезоне 1948 года, когда попал в основной состав финской национальной сборной и благодаря череде удачных выступлений удостоился права защищать честь страны на летних Олимпийских играх в Лондоне. Стартовал в зачёте одиночных байдарок на дистанции 10000 метров и в гонке из тринадцати гребцов сумел занять второе место, завоевав тем самым серебряную олимпийскую медаль — его опередил только швед Герт Фредрикссон, оторвавшийся почти на 33 секунды (сразу после финиша Вирес почувствовал себя плохо и не понял того, что выиграл серебро, однако финишировавший четвёртым датчанин Кнуд Дитлевсен привёл его в чувства).
Став серебряным олимпийским призёром, Вирес остался в основном составе гребной команды Финляндии и продолжил принимать участие в крупнейших международных регатах. В частности, в 1952 году он прошёл отбор на домашние Олимпийские игры в Хельсинки — на сей раз выступал вместе с напарником Юрьё Хиетаненом в двойках на дистанциях 1000 и 10000 метров. В обоих случаях одержал победу: в километровой дисциплине со второго места квалифицировался на предварительном этапе, после чего в решающем финальном заезде стал первым (финишировал одновременно с шведским экипажем, и победителя пришлось определять с помощью фотофиниша), тогда как в десятикилометровой дисциплине опередил тех же шведов на 0,4 секунды. Будучи двукратным олимпийским чемпионом, принял решение завершить карьеру профессионального спортсмена, уступив место в сборной молодым финским гребцам.
Умер 22 февраля 1992 года в городе Эспоо в возрасте 72 лет.